# 大上正裕
大上 正裕（おおうえ まさひろ、1986年9月3日 - ）は、日本の男子バレーボール選手。

## 来歴
香川県高松市出身。協和中学校から高松工芸高校へ進学。このころはレフトとして活躍した。2004年高校3年次からチームの主将を務め、第35回春の高校バレー、2004年インターハイに出場した。
亜細亜大学進学後もレフトだったが、大学3年次からリベロに転向する。また同年3年生からバレーボール部主将としてチームを牽引し、秋季関東大学男子2部バレーボールリーグ戦にて優秀選手賞を受賞した。
大学在学中の2008年に清水邦広、福澤達哉とともにパナソニックパンサーズの内定選手となる。
そこへ、酒井大祐および後藤幸樹の2人のリベロとも怪我で離脱していたJTサンダーズからオファーがあり、2009年8月に入団した。
2014年に退部し、JTでの社業に就いた。また、9人制バレーのJT東京で競技を継続している。

## 所属チーム
- 香川県立高松工芸高等学校
- 亜細亜大学（-2009年）
  -  パナソニックパンサーズ（2008年）
- JTサンダーズ（2009-2014年）